# مكتبة تشيستر فريتز
تعتبر مكتبة تشيستر فريتز أكبر مكتبة في جامعة نورث داكوتا (UND) في غراند فوركس ، داكوتا الشمالية . تعد ايضاً أكبر مكتبة في ولاية نورث داكوتا حيث انها تضم أكثر من مليوني مادة مطبوعة وغير مطبوعة.

## نبذة
هي جهة رسمية مخصصة لإيداع براءات الاختراع والعلامات التجارية بالولايات المتحدة سواء للوثائق الفيدرالية أو الخاصة بولاية نورث داكوتا. تحتوي المكتبة أيضًا على قسم المجموعات الخاصة الذي يحافظ على المنشورات الفريدة والمخطوطات والسجلات التاريخية وموارد الأنساب، بما في ذلك مجموعة كبيرة من كتب bygdebøker النرويجية (تاريخ القرى المحلية).

## التسمية
سميت المكتبة باسم تشيستر فريتز (25 مارس 1892-28 يوليو 1983) ، وهو أحد خريجي جامعة نورث داكوتا البارزين، وايضاً قاعة تشيستر فريتز، والتي تقع في جامعة نورث داكوتا .

## انظر ايضاً
- جامعة داكوتا الشمالية

## روابط خارجية
- موقع مكتبة تشيستر فريتز